# Против ересей
Обличение и опровержение лжеименного знания (др.-греч. Ἔλεγχος καὶ ἀνατροπὴ τῆς ψευδωνύμου γνώσεως, в латинском переводе книга издана под названием Проти́в ересе́й, лат. Adversus Haereses) — основополагающий труд Иринея Лионского, написанный им во II веке на древнегреческом языке и являющийся ценным источником по истории раннего христианства.

## Содержание

### Книги первая и вторая
Ириней замечает, что различие в мнениях нередко приводят к богохульству и погибели. И первой мишенью его критики выступает учение Валентина, который учил об эонах, Демиурге, Плероме и Софии-Ахамот. Также он упоминает учение Симона Волхва, Менандра, Керинфа, Карпократа, Сатурнина, Василида и Маркиона, а также офитов, каинитов и эбионитов. 
Критикуя гностиков (лат. Gnosticorum), Ириней вспоминает слова апостола Павла, что знание (греч. γνῶσις) надмевает, а любовь назидает (1Кор. 8:1). Больше всего нареканий с его стороны вызывают попытки еретиков обрести совершенное знание в этой жизни, а также учения о переселениях душ (II:XXXIII) и ангелах-творцах. Отвергает Ириней и апокрифы.

### Книга третья
В 3 главе Ириней сообщает о преемственности римских епископов: от Петра и Павла к Лину, Анаклит, Климент, Эварест, Александр, Сикст, Телесфор, Гигин, Пий, Аникита, Сотир, Элевфер (современник Иринея). Также Ириней настаивает на четвероевангелии (III:XI) и повествует о создании Септуагинты (III:XXI).

### Книга четвертая
В 4 книге Ириней доказывает единство обоих Заветов, а также отвергает гностическую идею, что они проповедуют разных богов. Он отвергает идею, что люди от рождения делятся на плотских и духовных, возражая на это от аргумента свободы воли.

### Книга пятая
В 5 книге Ириней учит, что Бог спасает целого человека — не только его душу, но и тело (воскресение из мёртвых), а также говорит о дьяволе и антихристе.

## География
Ириней упоминает о церквях в Германии, Галлии, Испании, Ливии, Египте и на Востоке (Ireneus, Contra Haer. X.2)

## Издания
Сочинение Иринея издано в первой части седьмого тома Patrologia Graeca.